# Ransom (Kansas)
Ransom és una població dels Estats Units a l'estat de Kansas. Segons el cens del 2000 tenia 338 habitants.

## Demografia
Segons el cens del 2000, Ransom tenia 338 habitants, 141 habitatges, i 83 famílies. La densitat de població era de 395,5 habitants/km².
Per edats la població es repartia de la següent manera: un 23,7% tenia menys de 18 anys, un 2,7% entre 18 i 24, un 20,1% entre 25 i 44, un 21,9% de 45 a 60 i un 31,7% 65 anys o més.
L'edat mediana era de 47 anys. Per cada 100 dones de 18 o més anys hi havia 76,7 homes.
La renda mediana per habitatge era de 31.771 $ i la renda mediana per família de 43.333 $. Els homes tenien una renda mediana de 28.542 $ mentre que les dones 18.906 $. La renda per capita de la població era de 18.123 $. Entorn del 2,8% de les famílies i el 5,2% de la població estaven per davall del llindar de pobresa.

## Poblacions més properes
El següent diagrama mostra les poblacions més properes.